# Мемориал о визите председателя Мао в Северный парк коммуны
Мемориал о визите председателя Мао в Северный парк коммуны (кит. 毛主席视察北园公社纪念地) — это историческое место в городе Цзинань провинции Шаньдун в Китайской Народной Республике.

## История
9 августа 1958 года по пути в провинции Хэбэй и Хэнань, Мао Цзэдун прибыл в Цзинань с целью продвижения идеи народных коммун. В ходе этого визита Мао сказал, что «народные коммуны — хорошо» (кит. 人民公社好), что привело к развитию движения коллективизации и Большого скачка. Северный парк коммуны был создан 20 августа 1958 года, через несколько дней после визита Мао, как первая народная коммуна в провинции Шаньдун.
В настоящее время мемориал находится на территории Северного парка средней школы (кит. 北园中学) деревни Шуитун (кит. 水屯村) района Тяньцзяо. Мемориал включает в себя статую Мао Цзэдуна, сзади которой находится стела с надписью «народные коммуны — хорошо». В декабре 1977 года мемориал был включён в список охраняемого исторического наследия провинции Шаньдун (участок № 1-01).